# Clytie pallida
Clytie pallida är en fjärilsart som beskrevs av W. Warren 1913. Clytie pallida ingår i släktet Clytie och familjen nattflyn. Inga underarter finns listade i Catalogue of Life.